# Marie-Gabriel-Florent-Auguste de Choiseul-Gouffier
Pour les articles homonymes, voir Choiseul et Gouffier.
Pour les autres membres de la famille, voir Famille de Choiseul.
Marie-Gabriel-Florent-Auguste de Choiseul-Gouffier est un diplomate  et écrivain français, né le 27 septembre 1752 à Paris et mort le 20 juin 1817 à Aix-la-Chapelle, issu des Choiseul-Beaupré-Daillecourt.

## Biographie

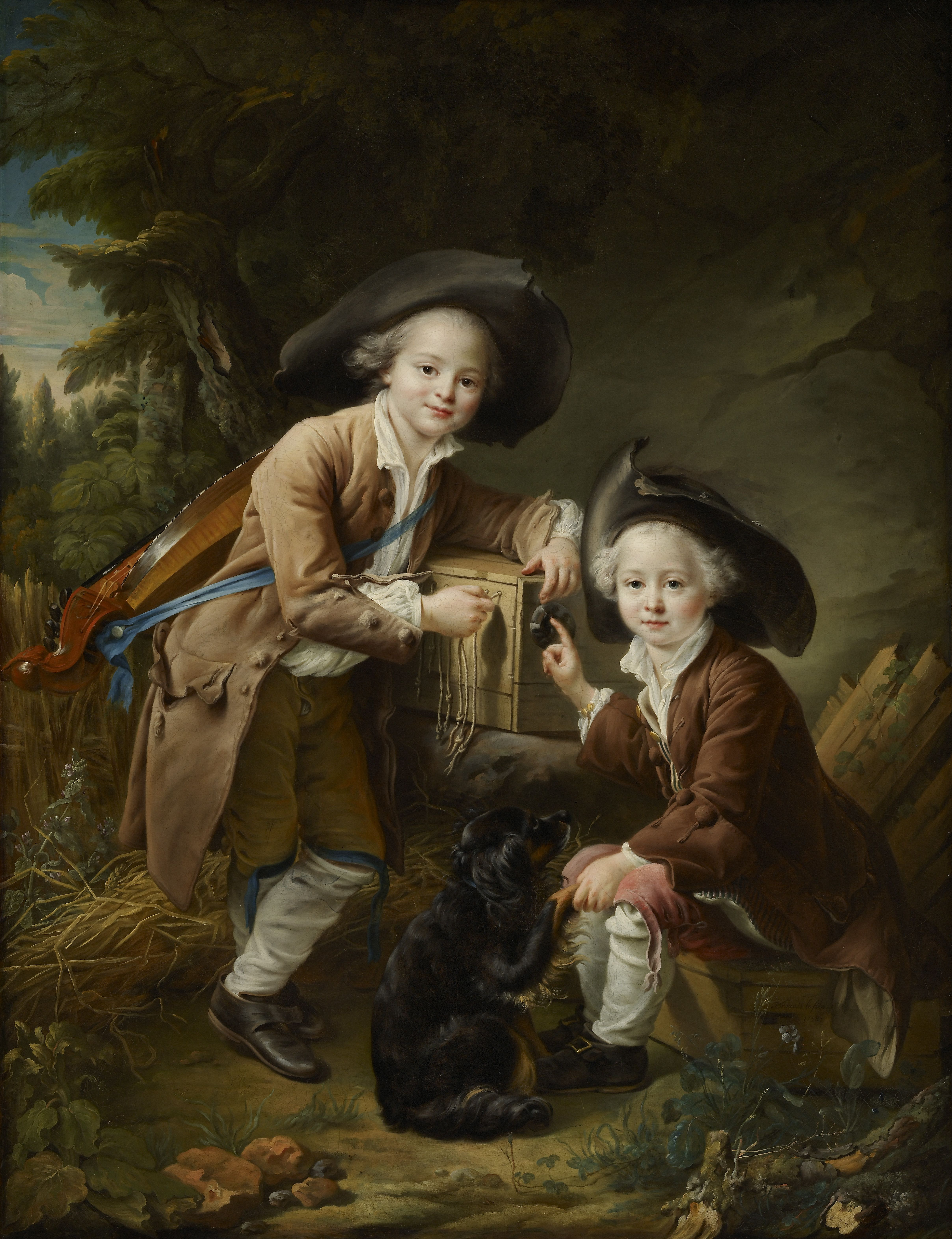
Le comte et son frère le chevalier de Choiseul en Savoyards, François-Hubert Drouais, 1758.

Marie Gabriel Florent Auguste de Choiseul est le fils de Marie Gabriel Florent, comte de Choiseul, seigneur d'Aillecourt, Meuvy (1728-1753), et de Marie Françoise Lallemant de Betz (1732-1793), le petit-fils de Michel Joseph Hyacinthe Lallemant de Betz, chevalier, seigneur de Nanteau sur Lunain, Treuzy, fermier-général, qui donna à la Bibliothèque royale en 1753 une collection de plus de treize mille estampes, et de Marie Marguerite Maillet de Batilly. Il est aussi le frère de Michel Félix Victor de Choiseul Daillecourt, officier, député aux États généraux de 1789.
Dès ses études au collège d'Harcourt, Choiseul-Gouffier se passionne pour les antiquités. Il est ensuite marqué par de fréquentes rencontres avec Jean-Jacques Barthélemy, l'auteur du Voyage d'Anarcharsis, qu'il rencontre chez son cousin le duc de Choiseul.
Ami de Talleyrand, avec qui il avait sympathisé dès le collège d'Harcourt, il partage avec lui les intrigues de la Cour et lui déconseille de s'engager dans la voie religieuse.
En 1776, il part pour la Grèce à bord de la frégate Atalante, commandée par le marquis de Chabert, féru d'astronomie. Accompagné notamment du peintre Jean-Baptiste Hilaire, de l'ingénieur Jacques Foucherot et de son secrétaire François Kauffer (qui est aussi ingénieur), Choiseul-Gouffier visite alors le sud du Péloponnèse, les Cyclades et d'autres îles de l'Égée puis l'Asie mineure. À son retour, il entreprend la publication du premier volume, comportant illustrations et relevés architectoniques, de son Voyage pittoresque de la Grèce qui remporte un grand succès. L'ouvrage a un but politique : expliquer les enjeux en mer Égée entre l'Empire ottoman et l'Empire russe. Cette publication facilite sa carrière intellectuelle et politique.

### Membre de l'Académie française
Il devient membre de l'Académie des inscriptions et belles-lettres en 1779, puis est élu en 1783 au 25e fauteuil de l'Académie française, où il succède à d'Alembert. Il y est reçu par Condorcet le 26 février 1784 et y siège jusqu'à la suppression de l'Académie, en 1793. À la réouverture de celle-ci, en 1803, il ne fait pas partie des nouveaux membres, mais y reprend place en 1816, jusqu'à sa mort.

### À Constantinople puis en Russie
Ambassadeur à Constantinople de 1784 à 1791, il en profite, accompagné par l'aîné de ses fils, pour poursuivre sa découverte de la Grèce, avec la collaboration de l'archéologue et dessinateur Louis François Sébastien Fauvel, avec celles aussi de l'ingénieur et architecte Jacques Foucherot, du dessinateur Louis François Cassas, qu'il emploie à la fois à la réunion d'une documentation pour la suite de son Voyage pittoresque et à celle d'une collection d'antiques.
La Révolution française change le cours de son destin. Refusant d'obéir à la Convention, il s'oppose, de crainte d'être guillotiné, à son rappel en France. Alors que ses biens sont saisis en France, un autre ambassadeur est envoyé pour le remplacer mais le sultan ottoman Sélim III refuse de le recevoir. Choiseul-Gouffier tient alors le siège durant un an dans son ambassade.
En 1792, il est rejoint à Constantinople par l'abbé Charles Dominique Nicolle, précepteur de son second fils. Ensemble, ils émigrent en Russie, en décembre 1792.
Le comte de Choiseul est nommé directeur de l'Académie des Arts et des Bibliothèques impériales de Russie : en 1797, il reçoit du tsar Paul Ier la mission de créer à Saint-Pétersbourg la première bibliothèque publique russe, à partir, notamment, de la bibliothèque Załuski.
L'impératrice Catherine II, puis le tsar Paul 1er, lui vouent une grande amitié et lui donnent des terres et un domaine, à Koliacheff, en Galicie.
Son frère l'ayant rejoint en Russie, se voit donner un domaine en Crimée, où il meurt prématurément.

### Retour en France
Il rentre en France en 1802, après que Napoléon eut amnistié la noblesse exilée.
Retrouvant son ami Talleyrand, il refuse de participer au gouvernement de l'Empire, et reste fidèle à Louis XVIII.
En 1809, il publie la première partie du second tome de son Voyage pittoresque de la Grèce.
À partir de 1812, il se fait construire, à Paris, près des Champs-Élysées, au lieu-dit Folie Marbeuf, aujourd'hui rue Lincoln, une maison en forme de temple grec imitant l'Érechthéion, encore inachevée lorsqu'il meurt. Cet édifice sera ensuite acquis par Émile de Girardin.
Il y rassemble les sculptures, telles que l'Apollon de Choiseul-Gouffier, et les moulages, subsistant de ses explorations en Grèce, que Talleyrand et d'autres amis l'aident à se faire restituer,.
Les efforts menés à titre privé par Choiseul Gouffier pour constituer cette collection, la plus importante collection française d'antiques à l'époque, juste avant la Révolution, apparaissent comme précurseurs de la politique publique menée, avec des moyens autrement importants, par Napoléon lors de la campagne d'Égypte.
À la fin du premier Empire, il est fréquemment en contact avec son ami Talleyrand, pour qui il sert d'émissaire officieux avec Louis XVIII, qu'il représentait déjà à la cour de Russie, pendant son émigration.
A la première Restauration, il est promu au grade de lieutenant-général par ordonnance du 17 août 1814, et nommé membre du conseil privé.
Lors de la négociation du Traité de Vienne, son ami Talleyrand y fait insérer une clause concernant le remboursement par l'Autriche d'une somme importante avancée par Choiseul Gouffier aux officiers autrichiens prisonniers des Turcs, pendant son ambassade à Constantinople.
À la seconde Restauration, il est nommé, par ordonnance du 17 août 1815, pair de France héréditaire. Il siège parmi les soutiens des gouvernements de la Restauration, au contraire de son cousin le duc de Choiseul-Praslin, qui siège avec les libéraux. Il retrouve son fauteuil à l'Académie Française en 1816.
Le seconde partie du tome 2 de son Voyage pittoresque de la Grèce ne paraît qu'après sa mort, en 1822.

### Collection de sculptures
Initialement recruté en 1780 par Choiseul Gouffier pour contribuer à documenter le Voyage pittoresque, Louis-François Fauvel, voit sa mission évoluer en 1786, après la nomination de Choiseul Gouffier comme ambassadeur, où il est chargé, dans la Grèce occupée, de procéder à des moulages et de collecter des sculptures antiques, en vue de la réunion d'une collection en France. Les envois de caisses de moulages et sculptures se font à partir de 1787, par bateau jusqu'à Marseille. En 1792, la déposition de Louis XVI et la fin des fonctions d'ambassadeur de Choiseul Gouffier mettent fin aux envois. Les caisses entreposées à Marseille depuis 1787 sont saisies, inventoriées en 1793. Quelques sculptures sont appropriées pour la constitution d'un musée d'antiques à Marseille. La plupart sont transportées à Paris en 1798, à la faveur du débarquement à Marseille des objets issus de la Campagne d'Egypte, pour être déposées en même temps au Musée du Louvre.
Dès son retour en France, en 1802, Choiseul Gouffier, appuyé par Talleyrand, demande la restitution des moulages et sculptures, demande à laquelle Napoléon fait droit .
La maison en forme de temple grec imitant l'Erechthéion, qu'il se fait construire près des Champs-Elysées, sert d'écrin à cette collection, dont il peut enfin profiter.
Après la mort de Choiseul Gouffier, sa collection de moulages et sculptures passe en vente publique en 1818 ,. Le catalogue de la vente recense 496 lots, 237 d'entre eux sont des antiquités, dont 107 sont acquises par le Musée du Louvre,.
D'autres œuvres, comme la statue romaine en marbre d'Apollon, sont conservées dans d'autres musées.

### Mariage et descendance
Il épouse en premières noces, à Paris, paroisse Saint Roch, le 23 septembre 1771, Adélaïde Marie Louise de Gouffier d'Heilly (1752 - Paris, 6 mai 1816), inhumée au cimetière de Picpus, fille de Charles Antoine de Gouffier, marquis d'Heilly, et de Marie Catherine Phélypeaux d'Outreville. Fille unique, elle lui apporte notamment le domaine et le château d'Heilly, près d'Amiens ; le domaine et le château de Saint-Aubin sur Mer, près de Dieppe.
À la Révolution, elle reste en France avec leurs trois plus jeunes filles. Emprisonnées à Amiens pendant la Terreur, elles échappent à la guillotine.
Il se remarie le 28 octobre 1816 avec la princesse Hélène de Bauffremont-Courtenay (1774-1836), auteur en 1828 d'un poème sur Jeanne d'Arc, fille de Joseph de Bauffremont-Courtenay, prince de Listenois, vice-amiral de France, et de Louise Bénigne de Bauffremont Courtenay. Elle était la sœur d'Alexandre de Bauffremont Courtenay, 1er duc de Bauffremont.
De son premier mariage, sont issus six enfants :
- Aglaé Marie Louise de Choiseul Gouffier, émigrée à la Révolution, jusqu'en 1797, (Paris, paroisse Saint Roch, 17 septembre 1772 - château de Lux, Côte d'or, 31 décembre 1861), mariée à Paris en 1786 avec Charles Casimir de Saulx Tavannes, duc de Tavannes, puis (1814) duc de Saulx-Tavannes, émigré, pair de France sous la Restauration (1769-1820), dont postérité ;
- Antoine Louis Octave de Choiseul Gouffier, émigré en Russie avec son père, participe à la prise de Varsovie par les russes en 1795 et reçoit l'ordre de Saint-Georges[31], chambellan de l'Empereur de Russie. En France, il est nommé en 1819 pair de France héréditaire à la suite de son père[32] (Paris, paroisse Saint Roch, 13 décembre 1773 - Florence, Toscane, 4 novembre 1840), marié en 1801 avec Victoria Potocka, puis en 1819 avec Sophie Clémence Victoire Tyzenhaus, écrivain d'origine lituanienne, demoiselle d'honneur de l'impératrice de Russie (1790-1878). Sa descendance du second mariage conserve le domaine de Plateliai en Samogitie, dans l'actuelle Lituanie, donné par l'Empereur de Russie, jusqu'en 1940 ; dont postérité en Russie, Lituanie, France, Roumanie, Allemagne, éteinte en ligne masculine en 1949, en ligne féminine en 1996 ;
- Louis Félix Raoul de Choiseul Gouffier, émigré avec son père, sans alliance, mort le 15 mai 1848, inhumé au cimetière du Père Lachaise[33] ;
- Clémentine Léonie Henriette de Choiseul Gouffier (Paris, paroisse Saint Roch, 1er octobre 1775 - Macon, Saône & Loire, 22 novembre 1844) mariée à Amiens en 1801 avec César de Vachon de Briançon de Belmont, officier, émigré puis rallié à Napoléon, chambellan et colonel-major de Napoléon en 1813 (1770-1814). Elle se remarie à Paris en 1819 avec Marie Jean Pierre Pie Frédéric Dombidau de Crouseilhes, baron de Crouseilhes, magistrat, maître des requêtes au Conseil d'État (1820), secrétaire général du ministère de la Justice (1824), conseiller à la Cour de Cassation (1828), pair de France (1845), député (1849), ministre de l'instruction publique et des cultes (1851), sénateur du second empire (1852) (1792-1861) dont postérité ;
- Antoinette Françoise Sidonie de Choiseul Gouffier (Paris, paroisse Saint Roch, 13 novembre 1777 - Château de La Rivière-Bourdet, Quevillon, Seine-Maritime, 4 mars 1862), mariée à Amiens en 1798 avec Alexandre du Moucel, marquis de Torcy (1778-1818), puis à Paris en 1819 avec Edouard de Fitz-James, 6e duc de Fitz-James, colonel, pair de France, député (1776-1838), sans postérité des deux mariages ;

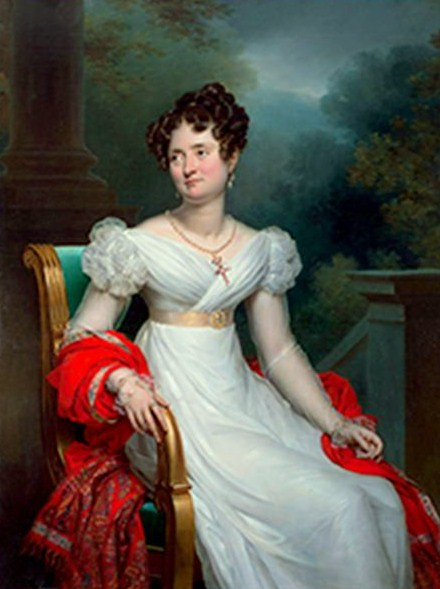
Paulin Guérin, Portrait de Zéphyrine Olympe de Choiseul Gouffier, comtesse de Moreton Chabrillan, 1823

- Alexandrine Françoise Eugénie Zéphyrine Olympe de Choiseul Gouffier  (Paris, paroisse Saint Roch, 19 décembre 1782 - Paris 26 juillet 1828), mariée le 27 juin 1803 avec Aimé Jacques Marie Constant de Moreton de Chabrillan (1780-1847). officier, chambellan de Napoléon Ier (1809), comte de l'Empire (1811), gentilhomme honoraire de la Chambre du Roi Charles X (1826), dont postérité éteinte.

### LeVoyage pittoresque de la Grèce
Choiseul-Gouffier y présente, en plus de monuments peu connus, une Grèce idéalisée, écrasée par la domination ottomane et désirant retrouver sa liberté pour ressusciter. Cette vision romantique de la Grèce moderne est partagée par de nombreux voyageurs du début du XIXe siècle.
Sa portée politique est importante, elle contribue au Philhellénisme, amour de la Grèce, idée qui aboutira à l'indépendance du pays, en 1830, après la guerre d'indépendance grecque, une révolte des autochtones contre l'occupation ottomane. En 1828, l'engagement de la France aux côtés de la Grèce naissante, se concrétisera par une expédition militaire et scientifique, l'Expédition de Morée, dont le volet scientifique apparaît comme le prolongement posthume des explorations menées par Choiseul Gouffier.
Comme les autres voyageurs en Grèce, Choiseul-Gouffier se propose d'aller voir sur place le texte à la main, pour mieux comprendre les auteurs antiques « pour sentir plus vivement les beautés différentes des tableaux tracés par Homère en voyant les images qu'il avait eues sous les yeux. ». Le récit de Choiseul-Gouffier permet de faire connaître des régions jusque-là encore inconnues de la Grèce, comme les Cyclades. Il avait demandé au peintre qu'il protégeait, Turpin de Crissé, d'illustrer le deuxième volume par la gravure de ses dessins. Il recruta aussi dans ce but Louis-François-Sébastien Fauvel et l'envoya en Grèce pour des dessins complémentaires.
L'ouvrage comporte une abondante iconographie, représentant des monuments, des paysages, des cartes, autour de laquelle le texte est rédigé.
Les dessins sont gravés par les meilleurs artistes parisiens de l'époque, tels Pierre-Philippe Choffard, Moreau le jeune, Jacques Aliamet, Pierre-Gabriel Berthault.
Le tome 1 paraît en livraisons et par souscription, à partir de 1778, la page de titre portant la date de 1782. Le tome 2 paraît avec une iconographie moins développée et plus de texte, en deux volumes, le premier en 1809, le second après la mort de l'auteur, en 1822, avec son portrait en frontispice et l'histoire de sa vie,.
On trouve parmi ses Mémoires une Dissertation sur Homère, un mémoire sur l'hippodrome d'Olympie, et des Recherches sur l'origine du Bosphore de Thrace.
Entre autres œuvres d'art, il posséda des Ruines d'architecture par Hubert Robert, tableau gravé par Demoulin dans une estampe portant ces mots : « Dédiées à l'ami des arts » (coll. pers.).

### Portrait
Son portrait, peint par Boilly, est vendu par Artcurial le 21 septembre 2022 pour 22 300 euros. Il en existe une variante avec le col uni, non fleurdelysé.